# Bas Nijhuis
Hendrikus Sebastiaan Hermanus (Bas) Nijhuis (Enschede, 12 januari 1977) is een Nederlands voetbalscheidsrechter die sinds 2005 in de Eredivisie arbitreert.
Als voetballer kwam Nijhuis in zijn jeugd uit voor RKSV VOGIDO en De Tubanters 1897 uit zijn geboortestad Enschede, zo liet hij weten in een uitzending van Veronica Inside. Nijhuis begon op zijn vijftiende jaar met het fluiten van voetbalwedstrijden. In het seizoen 2005/06 kreeg Nijhuis de A-status voor scheidsrechters van de KNVB. Nijhuis was tevens internationaal actief, bijvoorbeeld bij het UEFA Champions League-duel Arsenal en Liverpool in 2008. Op 18 oktober 2011 maakte hij zijn debuut in de UEFA Champions League bij het duel tussen Olympiakos en Borussia Dortmund. Op 21 december 2011 floot Nijhuis de bekerwedstrijd Ajax-AZ die in de 37e minuut werd gestaakt na een incident met een supporter. Op 23 december 2013 maakte de UEFA bekend dat Nijhuis een stap terug moest doen in de rangorde van de internationale arbitrage. Hij maakte deel uit van de Elite Development-groep, maar moest terugkeren naar categorie I. Daarmee was de overstap naar de elitegroep, waarin landgenoot Björn Kuipers zich wel bevond, mislukt en was de kans dat hij zou worden opgenomen in het arbitrageteam van een interlandtoernooi aanzienlijk afgenomen. In juli 2015 promoveerde Nijhuis wel naar de elitegroep. In 2017 degradeerde Nijhuis weer uit de elitegroep. Sinds 2021 fluit Nijhuis geen internationale wedstrijden meer. In 2022 werd Nijhuis van de internationale lijst gehaald.
In oktober 2017 verscheen een boek van Nijhuis (geschreven met Eddy van der Ley). In Niet zeiken, voetballen! vertelt hij verschillende anekdotes over zijn carrière als scheidsrechter. Tevens presenteert hij per februari 2018 het tv-programma Arctic Challenge Tour op RTL 7. Sinds 2018 schuift Nijhuis met enige regelmaat aan bij het voetbalpraatprogramma Veronica Inside om scheidsrechterszaken te bespreken.
Sinds 2 mei 2019 is Bas Nijhuis een van de ambassadeurs voor Roparun.
Sinds 2023 presenteert hij bĳ regionale omroep Oost op zaterdag in de ochtend het radioprogramma "Bas & Bert" samen met Bert van Losser.
Op 19 oktober 2023 was hij samen met Jawad Es Soufi te gast bij het televisieprogramma Dit Was Het Nieuws.
Op 30 maart 2024 was Nijhuis te gast in Ik hou van Holland. 

## Interlands
| Interlands onder leiding van Bas Nijhuis | Interlands onder leiding van Bas Nijhuis | Interlands onder leiding van Bas Nijhuis | Interlands onder leiding van Bas Nijhuis | Interlands onder leiding van Bas Nijhuis | Interlands onder leiding van Bas Nijhuis   | Interlands onder leiding van Bas Nijhuis |
| Datum                                    | Wedstrijd                                | Uitslag                                  | Competitie                               | Kreeg geel                               | Kreeg voor de tweede keer geel en dus rood | Weggestuurd                              |
| ---------------------------------------- | ---------------------------------------- | ---------------------------------------- | ---------------------------------------- | ---------------------------------------- | ------------------------------------------ | ---------------------------------------- |
| 22 augustus 2007                         | Macedonië – Nigeria                      | 0 – 0                                    | Vriendschappelijk                        | 0                                        | 0                                          | 0                                        |
| 26 maart 2008                            | België – Marokko                         | 1 – 4                                    | Vriendschappelijk                        | 2                                        | 0                                          | 0                                        |
| 10 juni 2009                             | Engeland – Andorra                       | 6 – 0                                    | WK 2010 kwalificatie                     | 3                                        | 0                                          | 0                                        |
| 18 november 2009                         | Malta – Bulgarije                        | 1 – 4                                    | Vriendschappelijk                        | 4                                        | 0                                          | 0                                        |
| 3 maart 2010                             | Slowakije – Noorwegen                    | 0 – 1                                    | Vriendschappelijk                        | 1                                        | 0                                          | 0                                        |
| 27 mei 2010                              | Denemarken – Senegal                     | 2 – 0                                    | Vriendschappelijk                        | 0                                        | 0                                          | 0                                        |
| 17 november 2010                         | Hongarije – Litouwen                     | 2 – 0                                    | Vriendschappelijk                        | 3                                        | 0                                          | 0                                        |
| 29 maart 2011                            | Estland – Servië                         | 1 – 1                                    | EK 2012 kwalificatie                     | 6                                        | 0                                          | 0                                        |
| 7 oktober 2011                           | Portugal – IJsland                       | 5 – 3                                    | EK 2012 kwalificatie                     | 3                                        | 0                                          | 0                                        |
| 3 juni 2012                              | Spanje – China                           | 1 – 0                                    | Vriendschappelijk                        | 3                                        | 0                                          | 0                                        |
| 16 oktober 2012                          | Macedonië – Servië                       | 1 – 0                                    | WK 2014 kwalificatie                     | 6                                        | 0                                          | 1                                        |
| 10 september 2013                        | Armenië – Denemarken                     | 0 – 1                                    | WK 2014 kwalificatie                     | 4                                        | 1                                          | 0                                        |
| 11 oktober 2013                          | Spanje – Wit-Rusland                     | 2 – 1                                    | WK 2014 kwalificatie                     | 6                                        | 0                                          | 0                                        |
| 15 november 2013                         | Turkije – Noord-Ierland                  | 1 – 0                                    | Vriendschappelijk                        | 1                                        | 0                                          | 0                                        |
| 12 oktober 2014                          | Oostenrijk – Montenegro                  | 1 – 0                                    | EK 2016 kwalificatie                     | 5                                        | 0                                          | 0                                        |
| 3 september 2015                         | Bulgarije – Noorwegen                    | 0 – 1                                    | EK 2016 kwalificatie                     | 5                                        | 0                                          | 0                                        |
| 8 oktober 2015                           | Noord-Ierland – Griekenland              | 3 – 1                                    | EK 2016 kwalificatie                     | 0                                        | 0                                          | 0                                        |
| 29 maart 2016                            | Zweden – Tsjechië                        | 1 – 1                                    | Vriendschappelijk                        | 0                                        | 0                                          | 0                                        |
| 6 juni 2016                              | Italië – Finland                         | 2 – 0                                    | Vriendschappelijk                        | 0                                        | 0                                          | 0                                        |
| 9 oktober 2016                           | Albanië – Spanje                         | 0 – 2                                    | WK 2018 kwalificatie                     | 3                                        | 0                                          | 0                                        |
| 11 november 2016                         | Tsjechië – Noorwegen                     | 2 – 1                                    | WK 2018 kwalificatie                     | 2                                        | 0                                          | 0                                        |
| 13 juni 2017                             | Roemenië – Chili                         | 3 – 2                                    | Vriendschappelijk                        | 3                                        | 0                                          | 1                                        |
| 6 oktober 2017                           | Ierland – Moldavië                       | 2 – 0                                    | WK 2018 kwalificatie                     | 2                                        | 0                                          | 1                                        |
| 30 mei 2018                              | Oostenrijk – Rusland                     | 1 – 0                                    | Vriendschappelijk                        | 2                                        | 0                                          | 0                                        |
| 9 juni 2018                              | Spanje – Tunesië                         | 1 – 0                                    | Vriendschappelijk                        | 2                                        | 0                                          | 0                                        |
| 11 september 2018                        | Noord-Ierland – Israël                   | 3 – 0                                    | Vriendschappelijk                        | 1                                        | 0                                          | 0                                        |
| 10 september 2019                        | Litouwen – Portugal                      | 1 – 5                                    | EK 2020 kwalificatie                     | 0                                        | 0                                          | 0                                        |
| 19 november 2019                         | Schotland – Kazachstan                   | 3 – 1                                    | EK 2020 kwalificatie                     | 5                                        | 0                                          | 0                                        |
| 9 oktober 2020                           | Japan – Kameroen                         | 0 – 0                                    | Vriendschappelijk                        | 3                                        | 0                                          | 0                                        |
| 13 oktober 2020                          | Mexico – Algerije                        | 2 – 2                                    | Vriendschappelijk                        | 6                                        | 1                                          | 0                                        |